# Martín Moreno

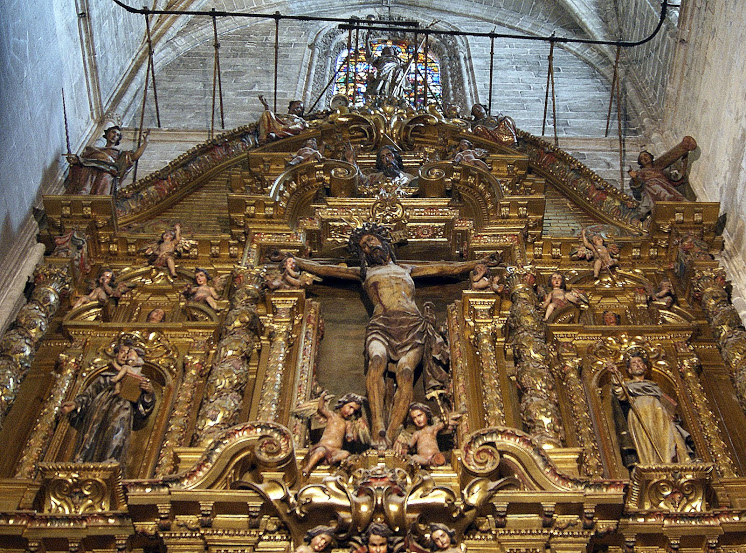
Detalle del ático del retablo de la capilla de la Concepción Grande de la catedral de Sevilla, ejecutado por Martín Moreno, entre 1656 y 1663,

Martín Moreno (- Sevilla 1677?) fue un arquitecto de retablos y escultor sevillano, que estuvo activo entre 1620 y 1660. Se encuentra relacionado con los artistas más importantes del barroco de Sevilla y fue uno de los primeros que empleó, durante la década de 1650, la columna salomónica en los retablos. En sus trabajos se observan influencias de Martínez Montañés, Alonso Cano, Alejandro Saavedra y los hermanos Ribas.
Dos de sus empresas más representativas son el retablo de la capilla de la Concepción Grande, de la catedral de Sevilla (1656-1663) y el retablo mayor de la iglesia de Santa María la Blanca  (1657-1658).

## Trabajos

### Sevilla
- Capilla de la Concepción Grande de la catedral de Sevilla
- Iglesia de la Anunciación (Sevilla)
- Iglesia del colegio de San Francisco de Paula
- Iglesia del Salvador (Sevilla)
- Iglesia de San Marcos (Sevilla)
- Iglesia de Santa María la Blanca (Sevilla)
- Iglesia de Santa Catalina (Sevilla)
- Iglesia del Sagrario (Sevilla)
- Hospital de la Encarnación de Triana.
- Iglesia del convento de Santa Ana de Carmona
- Iglesia del convento de San Agustín de Osuna
- Iglesia parroquial de Gerena
- Iglesia de Santa María la Blanca (Los Palacios y Villafranca)
- Iglesia de Santa María de la Mesa (Utrera)

### Huelva
- Parroquia de Santa María de la Asunción (Aracena)
- Iglesia parroquial de Asunción de Aroche
- Iglesia de San Bartolomé (Villalba del Alcor)

### Cádiz
- Iglesia del convento de San Francisco de Villamartín